# 如膠似漆雙胞胎！ ～關於很黏我的雙胞胎妹妹們居然喜歡上了我這件事～
《如膠似漆雙胞胎！ ～關於很黏我的雙胞胎妹妹們居然喜歡上了我這件事～》是milimili：AMUSE CRAFT EROTICA在2019年10月25日發售的戀愛冒險類型成人遊戲，當中由負責原畫，若葉祥慶擔當編劇。
《如膠似漆雙胞胎！》只有一條劇情分支路線，當中擁有一系列預先設定的場景和人物互動。整部遊戲聚焦於兩名女主角左綾和右綾跟玩家角色的互動，並重點刻畫角色之間的性行為。整個故事以不具名的玩家角色的視角作切入點。
這部遊戲在開售後登上日本美少女遊戲暨動漫相關商品銷售網站Getchu屋當月視覺小說銷量排行榜的第15位。milimili之後亦推出了續作《如膠似漆雙胞胎！2》。

## 遊戲系統
《如膠似漆雙胞胎！》採取戀愛冒險的遊玩方式。玩家所扮演的是本作的男主角。大部分的劇情玩家會以他的的視角進行遊戲。遊戲中全部角色皆有語音，只有玩家角色沒有。玩家遊玩時需要閱覽屏幕上所顯示的文本以了解故事情節和人物之間的對話。這些文字會與人物動畫和背景一同出現，用以表示對話的對象。《如膠似漆雙胞胎！》只有一條劇情路線。
本作角色之間的關係亦帶有一定性意味。有關場景包括自慰、口交、性交。除此之外，玩家可在開首把角色立繪設定成在一般場景也以戴上動物耳朵或/和全裸的姿態登場。

## 故事
本作的男主角是左綾和右綾的哥哥兼老師，他為了讓兩位成績很差的妹妹不用留級，而決定在家內定期舉辦學習會，並以「認真學習者才能撒嬌」作為誘因，鼓勵她們學習。某一天，左綾偷偷發現哥哥在自慰，於是便決定一鼓作氣誘惑他跟自己性交。左綾跟哥哥的關係很快就為右綾察覺，於是她亦決定把自己的貞操獻給哥哥。兩位妹妹在得悉對方都跟哥哥有過性關係後，便決定一決高下，看誰最能得到哥哥芳心，然後獨佔之。後來，哥哥因為日常忙於處理妹妹的種種事務而倒下，致使兩位妹妹不再為獨佔哥哥而進行比賽，決定共同享有哥哥的愛。

## 角色
哥哥
本作男主角。左綾和右綾的哥哥兼老師。
左綾
玩家角色「哥哥」的妹妹。喜歡待在室內玩遊戲和看漫畫。為了自由自在的生活而搬到哥哥的家居住。
右綾（聲優：柊紗夜子）
玩家角色「哥哥」的妹妹。喜歡室外運動。為了自由自在的生活而搬到哥哥的家居住。

## 開發
《如膠似漆雙胞胎！》為milimili：AMUSE CRAFT EROTICA的第4部作品。曾在《工口龍捲風》系列擔當編劇的若葉祥慶，再次於本作負責上述工作。是作的原畫由負責，他此前曾有負責成人遊戲原畫的經驗。主題曲《しーくれっと☆シスターズ》則由KyoKa負責作詞和獻唱，藤井稿太郎負責作曲和編曲。除了藤井稿太郎外，同為編曲擔當。

## 宣傳發行
官方在2019年8月至10月期間於YouTube上公佈了3條遊戲介紹影片，當中由兩位聲優負責介紹本遊戲。10月3日，milimili於chobit公開本作的主題曲音樂短片。
《如膠似漆雙胞胎！》在10月25日開售，同時相容Windows 7/8/10。包裝版、下載版、附帶角色抱枕套的包裝版於當天一倂推出。官方會為經官方渠道預約郵購者贈送兩款徽章和短海報。10月27日，milimili在Bar Honest舉辦《如膠似漆雙胞胎！》發售紀念活動，兩位聲優同於會場上以嘉賓的身份登場。

## 評價
這部遊戲在開售後登上日本美少女遊戲暨動漫相關商品銷售網站Getchu屋當月視覺小說銷量排行榜的第15位。
《BugBug》雜誌的NOV在玩過《如膠似漆雙胞胎！》後，認為左綾和右綾在面對學習時的痛苦樣子「十分可愛」，兩位女主角的萌度十足。同時亦覺得右綾的色情場景充滿着色情感，但他仍較為喜歡兩位妹妹在決定共同享有哥哥的愛後的色情場景，表示這就是《如膠似漆雙胞胎！》的「亮點所在」。
milimili之後在2021年3月26日推出了續作《如膠似漆雙胞胎！2》。

## 外部連結
- 官方网站 （页面存档备份，存于） （日語）
- 英文版官方網站 （页面存档备份，存于）（英文）
- 《如膠似漆雙胞胎！ ～關於很黏我的雙胞胎妹妹們居然喜歡上了我這件事～》在視覺小說數據庫的頁面 （英文）